# Adojewa
Adojewa (russisch Адоева) ist ein Dorf (derewnja) in der Oblast Kursk in Russland. Es gehört zum Rajon Prjamizyno und zur Landgemeinde (selskoje posselenije) Djakonowski selsowjet.

## Geographie
Der Ort liegt gut 19 km Luftlinie südwestlich des Oblastverwaltungszentrums Kursk im südwestlichen Teil der Mittelrussischen Platte, 4 km südwestlich des Rajonverwaltungszentrums Prjamizyno, 0,5 km vom Sitz des Dorfsowjet – Djakonowo, 69 km von der Grenze zwischen Russland und der Ukraine, am Fluss Worobscha (linker Nebenfluss des Seim).

### Klima
Das Klima im Ort ist wie im Rest des Rajons kalt und gemäßigt. Es gibt während des Jahres eine erhebliche Niederschlagsmenge. Dfb lautet die Klassifikation des Klimas nach Köppen und Geiger.

## Bevölkerungsentwicklung
| Jahr | Einwohner |
| ---- | --------- |
| 2002 | 50        |
| 2010 | ▼37       |

Anmerkung: Volkszählungsdaten

## Verkehr
Adojewa liegt 4 km von der Straße regionaler Bedeutung 38K-017 (Kursk – Lgow – Rylsk – Grenze zur Ukraine), 2,5 km von der Straße 38K-004 (Djakonowo – Sudscha – Grenze zur Ukraine), 0,7 km von der Straße interkommunaler Bedeutung 38N-078 (38K-004 – Teil des Dorfes Djakonowo: 4. Okolotok) und 4,5 km vom nächsten Bahnhof Djakonowo (Eisenbahnstrecke Lgow-Kijewskij – Kursk) entfernt.
Der Ort liegt 117 km vom internationalen Flughafen von Belgorod entfernt.